# Les Tuileries
A Les Tuileries (magyarul gyakran Tuileriák) a francia főváros, Párizs I. kerületének városrésze, amelyet a Louvre (Palais du Louvre) által közrefogott Jardin du Carrousel, a rue de Rivoli, a Concorde tér (Place de la Concorde) és a Szajna folyó határol. Korábban itt állt a francia uralkodók használatában álló Tuileriák palotája (Palais des Tuileries), amelyet a párizsi kommün idején, 1871-ben felgyújtottak, majd 1882-ben lebontották. Ma a Les Tuileries néven ismert terület egészét a Tuileriák kertje (Jardin des Tuileries) foglalja el. Nyugati részén, a Concorde tér közelében állnak a ma képzőművészeti tárlatoknak helyet adó Jeu de Paume (Labdaház) és Orangerie épületei.
A park számos festmény témájául szolgált. Pissarro 1899 körül egész képsorozatot alkotott róla.

## Galéria

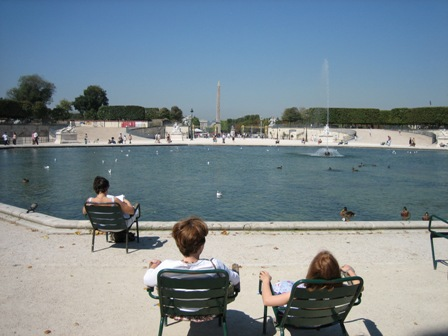
A Tuileriák kertjének nagy szökőkútja, a nyolcszögű medence (bassin octogonal).
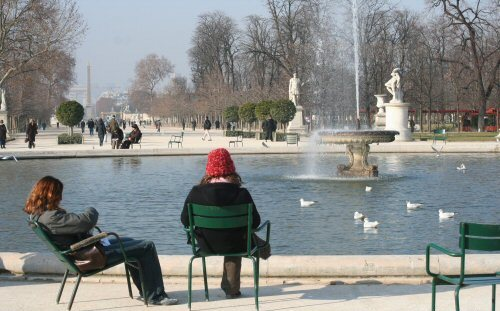
A Tuileriák kertjének kis szökőkútja, a kerek medence (bassin rond).
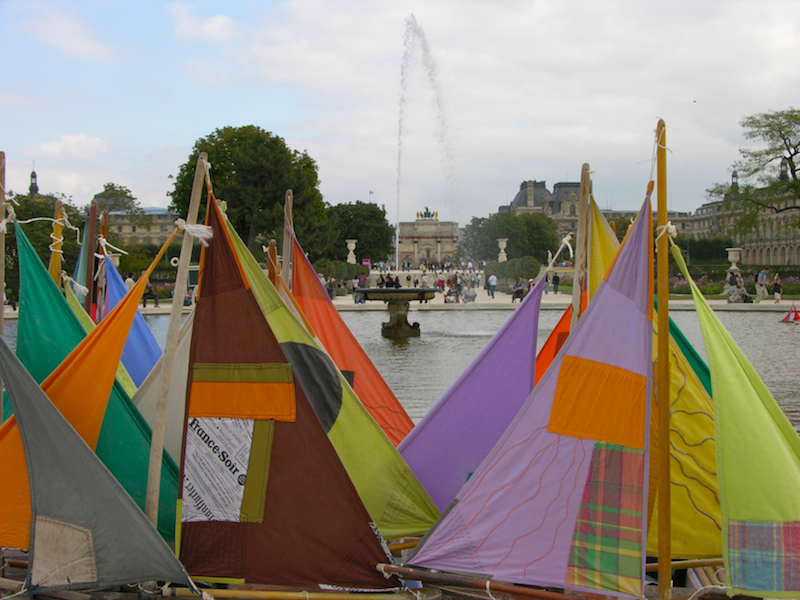
Távirányítható kis vitorlások a nyolcszögű medencében.

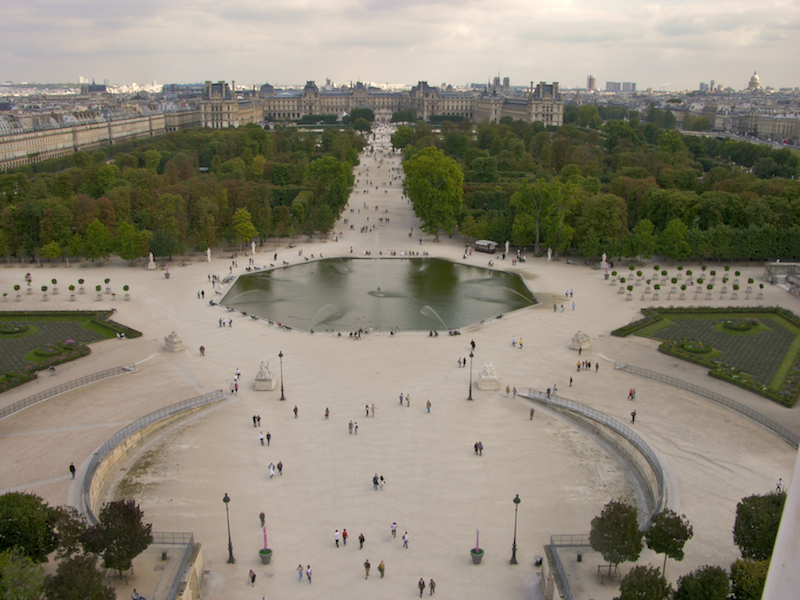
Légi felvétel a kertről. A háttérben a Louvre látható.